# Китызина, Елизавета Евгеньевна
Елизавета Евгеньевна Китызина (род. 13 ноября 1980, Ленинград, РСФСР, СССР) — российская баскетболистка, выступавшая в амплуа центрового. Обладатель кубка Европы ФИБА, бронзовый призёр чемпионата России. Мастер спорта международного класса.

## Биография
Китызина Елизавета воспитанница питерской школы баскетбола. Первым профессиональным клубом в её карьере стал местный «Форс-Мажор», откуда она, в 1998 году, была вызвана в юниорскую сборную России на чемпионат Европы. В Турции Китызина (5 игр, 2,2 очка в среднем за матч) вместе со своими подругами завоёвывает бронзовые медали европейского первенства.
В 2001 году Елизавета покидает Санкт-Петербург и пробует своё счастье на Украине. В составе запорожской «Козачки-ЗАЛК» баскетболистка выигрывает титул украинского первенства. После Украины Китызина переезжает во Францию, а затем в 2003 году возвращается в «родные пенаты».
Сезон 2003/04 стал воистину блестящим в карьере баскетболистки питерского клуба «Балтийская Звезда»: бронзовые медали чемпионата России и обладатель кубка Европы ФИБА. После успешно проведенного сезона главный тренер команды Кира Тржескал сказала о баскетболистке:

Лиза провела отличный старт сезона, когда же появилась Уолкер, Китызина немного ушла в тень. Но в конце чемпионата Лиза снова сыграла ярко. От неё я всегда требую большей агрессивности в борьбе под щитом, да и в защите надо отрабатывать. 

После ухода Тржескал из команды, Китызина не задерживается в Санкт-Петербурге и уезжает в Чехию, где выигрывает серебро национального чемпионата. После чего снова возвращается в Россию, на этот раз в московское «Динамо». И здесь сезон стал вполне удачным – бронзовые медали российского первенства, выход в 1/4 финала Евролиги ФИБА. В декабре 2006 Китызина была официально включена РФБ в список 25 лучших баскетболистов сезона 2005-2006.
Потом у неё был год в Вологде, а затем снова вояж в Европу. Сначала полтора сезона в латвийском «ТТТ Рига», где Елизавета стала чемпионкой Латвии, полгода в израильском «Электра», и снова она чемпионка национального первенства.
После израильского сезона Китызина заработала травму, из-за чего она пропустила весь следующий год. Закончив лечение, баскетболистка приняла решение попробовать себя в Финляндии. В составе «Катц» Елизавета завоевала серебряную медаль финского первенства. В 2011 году Китызина завершила карьеру баскетболистки.

## Достижения
- Бронзовый призёр чемпионата Европы среди юниорок: 1998
- Обладатель Кубка Европы ФИБА: 2004
- Чемпион Украины: 2002
- Чемпион Латвии: 2008
- Чемпион Израиля: 2009
- Серебряный призёр чемпионата Чехии: 2005
- Серебряный призёр чемпионата Финляндии: 2011
- Бронзовый призёр чемпионата России: 2004, 2006
- Бронзовый призёр Балтийской женской лиги: 2008